# Eucereon arpi
Eucereon arpi là một loài bướm đêm thuộc phân họ Arctiinae, họ Erebidae.